# Wszystko, co dobre
Wszystko, co dobre (ang. All Good Things) – amerykański melodramat z 2010 roku w reżyserii Andrew Jareckiego, wyprodukowany przez wytwórnię Magnolia Pictures.

## Fabuła
Akcja filmu rozgrywa się w latach 70. XX wieku. David Marks (Ryan Gosling), spadkobierca potentata na rynku nieruchomości, poznaje ubogą studentkę Katie (Kirsten Dunst). Wywodząca się z robotniczej rodziny dziewczyna wychowała się w owianej złą sławą dzielnicy. Młodzi zakochują się w sobie. Po ślubie nowożeńcy podejmują decyzję o zamieszkaniu za miastem i otwarciu sklepu ze zdrową żywnością. Ojciec namawia jednak Davida, by nie zrezygnował z prowadzenia interesów w Nowym Jorku. Niedługo po powrocie do miasta relacje pary zaczynają się psuć, a Katie znika w niejasnych okolicznościach. Zrozpaczony mąż robi wszystko, aby ją odnaleźć. Do pomocy zatrudnia prywatnego detektywa. Na jaw wychodzą niepokojące fakty z ich życia.

## Obsada
- Ryan Gosling jako David Marks
- Kirsten Dunst jako Katie McCarthy
- Frank Langella jako Sanford Marks
- Lily Rabe jako Deborah Lehrman
- Philip Baker Hall jako Malvern Bump
- Michael Esper jako Daniel Marks
- Diane Venora jako Janice Rizzo
- Nick Offerman jako Jim McCarthy
- Kristen Wiig jako Lauren Fleck
- Stephen Kunken jako Todd Fleck
- John Cullum jako Richard Panatierre

## Odbiór

### Krytyka
Film Wszystko, co dobre spotkał się z mieszaną reakcją krytyków. W serwisie Rotten Tomatoes 35% z dziewięćdziesięciu ośmiu recenzji filmu jest pozytywne (średnia ocen wyniosła 5,51 na 10). Na portalu Metacritic średnia ocen z 27 recenzji wyniosła 57 punktów na 100.